# باري بانان
باري بانان (بالإنجليزية: Barry Bannan)؛ مواليد 1 ديسمبر 1989 في إسكتلندا، هو لاعب كرة قدم إسكتلندي يلعب لنادي أستون فيلا ومنتخب إسكتلندا لكرة القدم كلاعب وسط.

## روابط خارجية
- باري بانان على موقع الاتحاد الأوربي (الإنجليزية)
- باري بانان على موقع الاتحاد الإسكتلندي (الإنجليزية)
- باري بانان على موقع قاعدة بيانات كرة القدم.إي يو (الإنجليزية)
- باري بانان على موقع ناشيونال فوتبول تيمز (الإنجليزية)
- باري بانان على موقع Soccerbase.com (لاعب) (الإنجليزية)
- باري بانان على موقع Soccerway.com (الإنجليزية)
- باري بانان على موقع عالم كرة القدم.نت (الإنجليزية)
- باري بانان على موقع كووورة
- باري بانان على موقع AS.com (الإسبانية)